# Hetschkomyia
Hetschkomyia rod kukaca dvokrilaca (Diptera) iz porodice Tephritidae. Jedini predstavnik je vrsta H. maculipennis koju je opisao austrijski entomolog Hendel, 1914, a živi u Peruu.